# Bisbat de Massa Marittima-Piombino
El bisbat de Massa Marittima-Piombino (italià: diocesi di Massa Marittima-Piombino; llatí: Dioecesis Massana-Plumbinensis) és una seu de l'Església catòlica, sufragània de l'arquebisbat de Siena-Colle di Val d'Elsa-Montalcino, que pertany a la regió eclesiàstica Toscana. El 2013 tenia 127.600 batejats d'un total de 129.800 habitants. Actualment està regida pel bisbe Carlo Ciattini.

## Territori

Mapa de la diòcesi

La diòcesi comprèn part de les províncies de Livorno, Pisa i Grosseto, a més de les illes d'Elba, de Pianosa i de Montecristo.
La seu episcopal és la ciutat de Massa Marittima, on es troba la catedral de San Cerbone. A Piombino es troba la concatedral de Sant'Antimo.
El territori està dividit en 53 parròquies.

## Història

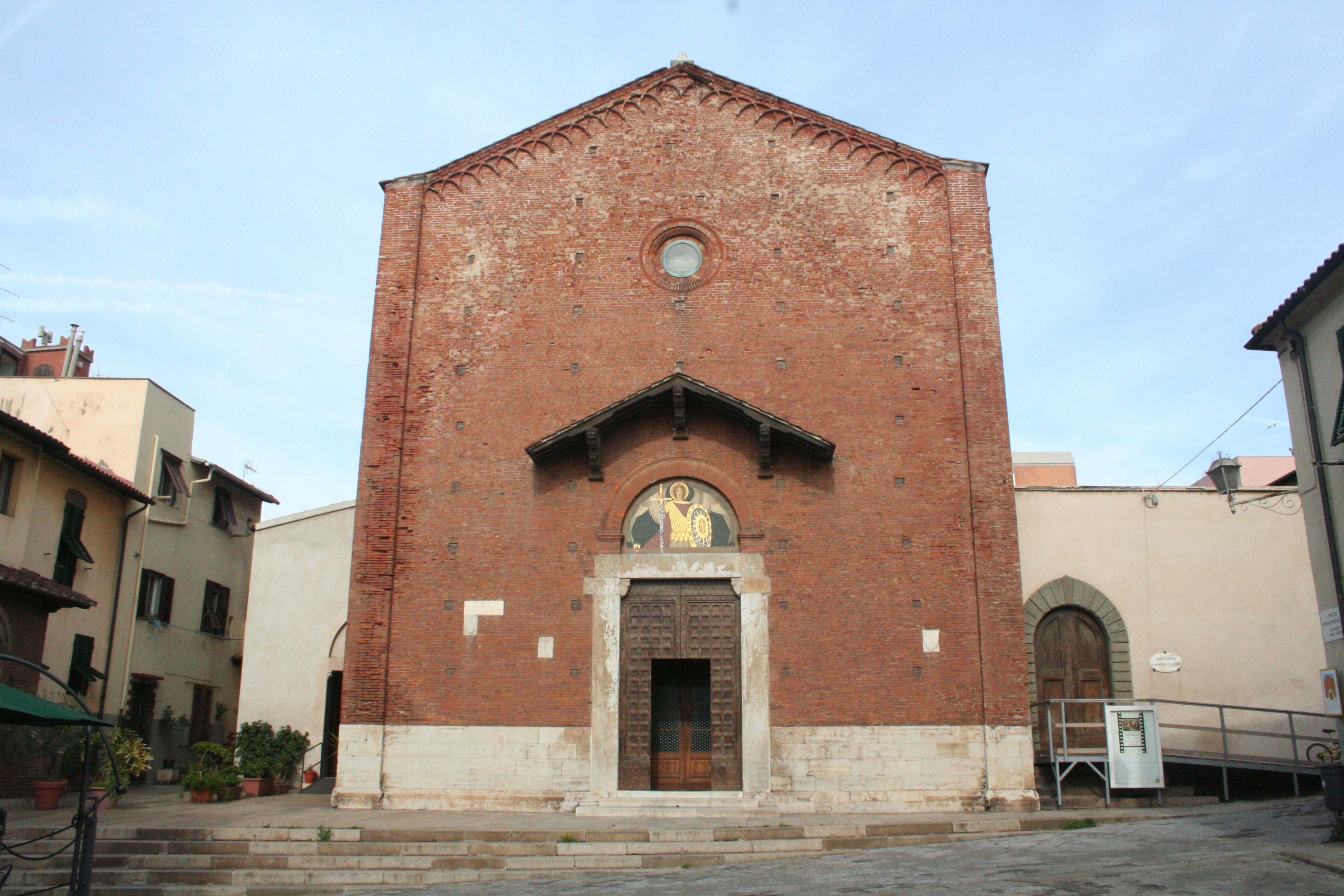
La cocatedral de Sant'Antimo a Piombino

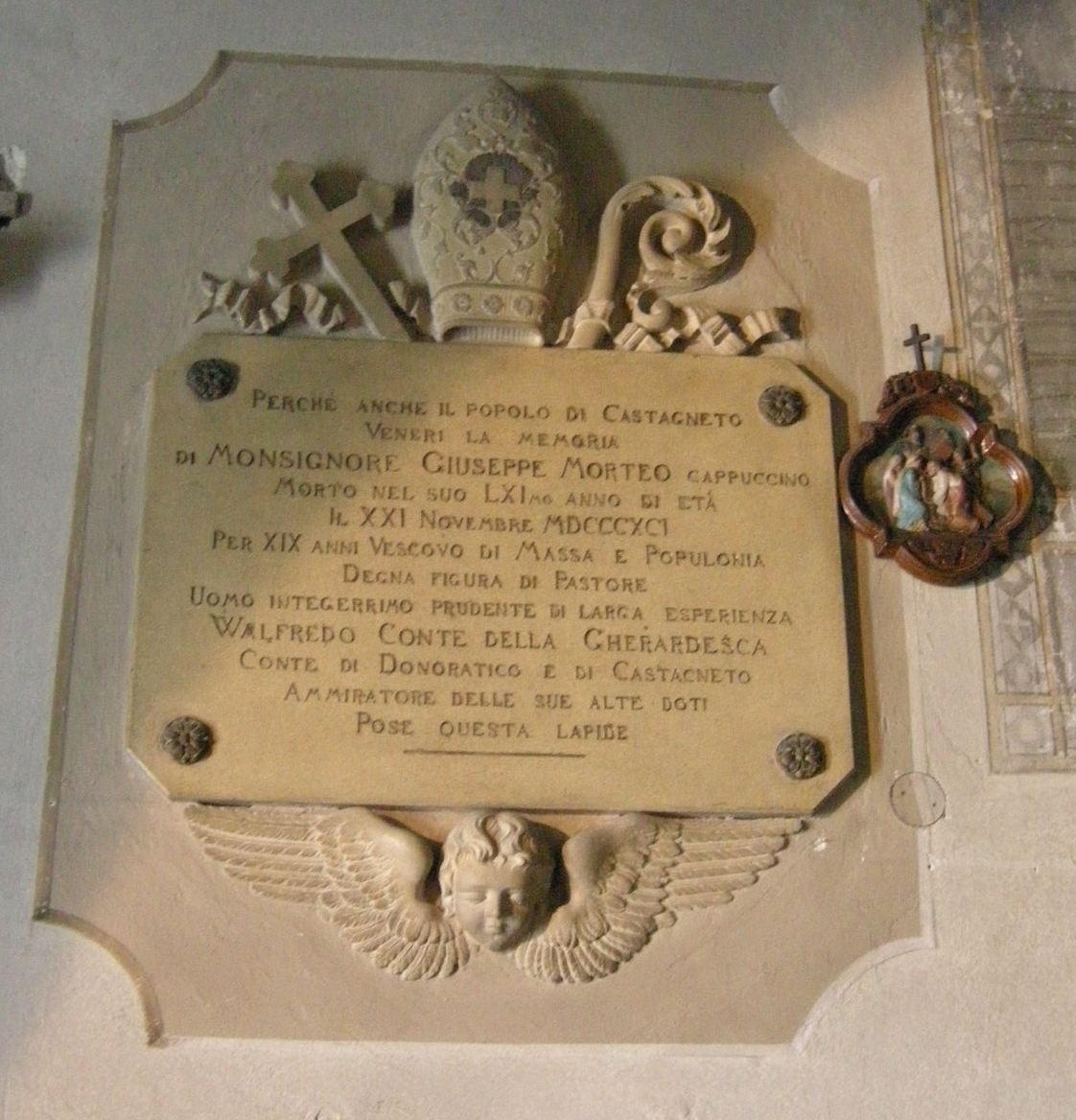
Targa a Giuseppe Morteo, propositura di San Lorenzo (Castagneto Carducci)

La diòcesi de Populònia va ser erigida al segle v i està vinculada a la memòria del bisbe i sant patró sant Cerbone. El primer bisbe conegut és Asello (o Atello), present als sínodes romans de finals del segle v i començaments del VI. Després de les incursions longobardes la seu va romandre vacant i va ser confiada pel Papa Gregori I a la cura del bisbe Balbino de Roselle (el 591). Després de la incursió romana d'Orient del 817 la ciutat de Populònia va ser abandonada i els bisbes es van traslladar cap a l'interior, primer a Cornino, després a Gualdo i, finalment, al segle xi, a Massa, encara que sense deixar de tenir el títol de bisbes de Populònia.
Amb butlla del 20 de novembre de 1075, el Papa Gregori VII va declarar la diòcesi com a immediatament subjecta a la Santa Seu, mentre que determinava les seves fronteres. No obstant això, el 1133 va esdevenir sufragània de l'arxidiòcesi de Pisa.
Fins a principis del segle xiii, els bisbes també exercien el poder civil sobre la ciutat de Massa; l'últim príncep de Massa va ser el bisbe Albert II.
El 23 d'abril de 1459, la diòcesi va esdevenir part de la província eclesiàstica de l'arxidiòcesi de Siena.
Al principi del segle xix, durant l'ocupació napoleònica, la diòcesi va romandre vacant durant molts anys; també les illes i el Principat de Piombino van ser sotmesos pel govern francès a la jurisdicció del bisbe d'Aiacciu, a Còrsega. La diòcesi de Massa va quedar reduïda a 10 parròquies; el 1807 hi va haver també el projecte d'unir Massa amb la diòcesi de Livorno, però, que el projecte no va tirar endavant. Amb el final del Primer Imperi Francès, la diòcesi de Massa va tornar en possessió de tots els seus territoris anteriors, excepte l'illa de Capraia, cedida a la diòcesi de Brugnato.
De 1924 al 1933 Massa Marittima es va unir in persona episcopi al bisbat de Livorno amb el bisbe Giovanni Piccioni.
El 14 de maig de 1978, en virtut del decret Ex historicis documentis de la Congregació per als Bisbes, la diòcesi ha assumit el nom actual i Populonia va esdevenir una seu titular.

## Cronologia episcopal

### Bisbes de Massa Marittima
- Guriperto † (citat el 827)
- Odalperto † (citat el 853)
- Paolo I † (citat el 861)
- Giovanni I † (citat el 877)
- Uniclusio † (citat el 923)
- Giovanni II † (citat el 940 o 945)
- Wido o Guido I † (citat el 980)
- Enrico † (inicis de 1015 - finals de 1049)
- Guglielmo † (citat el 1056)
- Tegrimo o Tuezo † (inicis de 1059 - finals de 1061)
- Bernardo † (inicis de 1066 - finals de 1067)
- Guglielmo I † (1074 consagrat - finals de 1085)
- Giovanni III † (citat el 1099)
- Lorenzo † (citat el 1104)
- Rolando † (inicis de 1106 - finals de 1138)
- Alberto I † (inicis de 1149 - finals de 1158)
- Mariano ? † (citat el 1180)
- Giovanni IV † (inicis de 1181 - 28 d'octubre de 1189 mort)
- Martino † (1189 - finals de 1196)
- Aldobrandino ? † (1209)
- Marzucco Gaetani † (1211 - 1213 nomenat bisbe de Luni)
- Alberto II † (inicis de 1217 - 1230)
  - Guglielmo II † (1231) (bisbe electe)[4]
- Ildebrando † (1231 - finals de 1243)
- Niccolò I † (citat el 1254)
- Ruggero Ugurgeri † (inicis de 1256 - 1268)
- Filippo di Massa † (9 d'agost de 1268 - finals de 1274)
- Orlando Ugurgeri † (1278 - finals de 1300 mort)
- Donusdeo Malevotti ? † (1302)
- Lando di Pistoia † (24 de desembre de 1307 - ?)
- Cristofano Melloni Tolomei, O.P. † (4 de maig de 1310 - ?)
- Giovanni V † (1313 - 1332 mort)
- Galgano Pagliarecci, O.P. † (13 de febrer de 1332 - 1348 ? mort)
- Guido da Riparia † (21 d'octubre de 1349 - ? mort)
- Antonio da Riparia † (29 d'octubre de 1361 - 29 d'octubre de 1380 nomenat bisbe de Lucca)
- Pietro da Fano, O.S.A. † (1380 - febrer de 1389 nomenat bisbe de Fano)
  - Nicola da Salerno, O.F.M. † (1 de novembre de 1385 - ?) (antibisbe)
- Andrea Galeazzi, O.F.M. † (7 de gener de 1389 - 10 d'octubre de 1390) nomenat bisbe d'Assís)
- Giovanni Gabrielli † (28 de novembre de 1390 - 9 de setembre de 1394 nomenat arquebisbe de Pisa)
- Niccolò Beruto † (9 de setembre de 1394 - 26 de novembre de 1404 nomenat arquebisbe d'Oristany)
- Bartolomeo Ghini † (26 de novembre de 1404 - 1425 mort)
- Antonio Casini † (10 de desembre de 1425 - 1429 mort)
- Antonio da Massa, O.F.M. † (12 de juny de 1430 - setembre de 1435 mort)
- Riccaro Del Frate, O.S.B.Vall. † (7 d'octubre de 1435 - 1438 mort)
- Pier Giovanni Dall'Orto † (6 de març de 1439 - 1467 mort)
- Leonardo Dati † (17 d'agost de 1467 - 1472 mort)
- Bartolomeo Della Rovere, O.F.M. † (8 de gener de 1472 - 11 de juliol de 1474 nomenat bisbe de Ferrara)
- Giovanni Ghianderoni † (15 de juliol de 1474 - 1483 mort)
- Girolamo Conti † (10 de setembre de 1483 - 1491 mort)
- Giovanni Agostino ? † (1491 - 1492)
- Ventura Benassai † (6 d'octubre de 1501 - 1511 mort)
  - Alfonso Petrucci † (1511 - 22 de juny de 1517 deposat) (administrador apostòlic)
- Giovanni Gregorio Peroschi † (16 de juliol de 1517 - 8 d'agost de 1524 nomenat bisbe de Telese)
- Francesco Peroschi † (29 de juliol de 1524 - 1529 renuncià)
  - Paolo Emilio Cesi † (6 d'octubre de 1529 - 21 d'octubre de 1530 renuncià) (administrador apostòlic)
- Girolamo Ghianderoni † (21 d'octubre de 1530 - 15 de novembre de 1538 nomenat bisbe d'Ancona e Umana)
  - Alessandro Farnese † (15 de novembre de 1538 - 22 d'abril de 1547 renuncià) (administrador apostòlic)
  - Bernardino Maffei † (22 d'abril de 1547 - 1549 renuncià) (bisbe electe)
  - Miguel da Silva † (20 de maig de 1549 - 5 de juny de 1556 mort) (administrador apostòlic)
- Francesco Franchini † (30 d'octubre de 1556 - 1559 mort)
- Ventura Buralini † (13 de març de 1560 - 1570 mort)
- Antonio De Angelis † (23 d'agost de 1570 - 1579 mort)
- Alberto Bolognetti † (27 d'abril de 1579 - 17 de maig de 1585 mort)
- Vincenzo Casali † (1 de juliol de 1585 - 1587 renuncià)
- Achille Sergardi † (28 de setembre de 1587 - 1601 mort)
- Alessandro Petrucci † (22 d'abril de 1602 - 23 de març de 1615 nomenat arquebisbe de Siena)
- Fabio Piccolomini † (30 de març de 1615 - 1629 mort)
- Giovanni Battista Malaspina † (17 de setembre de 1629 - 16 d'octubre de 1655 mort)
- Bandino Accarigi † (3 de març de 1656 - d'agost de 1670 mort)
- Niccolò dell'Acciaia † (20 d'abril de 1671 - d'agost de 1679 mort)
- Polo Pecci † (27 de novembre de 1679 - d'octubre de 1694 mort)
- Pietro Luigi Malaspina, C.R. † (2 de maig de 1695 - desembre de 1705 mort)
- Ascanio Silvestri † (17 de maig de 1706 - 13 de juny de 1714 nomenat bisbe de Pienza)
- Niccolò Tolomei † (21 de gener de 1715 - maig de 1718 mort)
- Eusebio Ciani, O.S.B.Cam. † (2 d'octubre de 1719 - febrer de 1770 mort)
- Pietro Maria Vannucci † (12 de desembre de 1770 - 7 d'agost de 1793 mort)
- Francesco Toli † (22 de setembre de 1795 - 28 de març de 1803 nomenat bisbe de Pistoia i Prato)
  - Sede vacante (1803-1818)
- Giuseppe Mancini † (2 d'octubre de 1818 - 12 de juliol de 1824 nomenat arquebisbe de Siena)
- Giuseppe Maria Traversi † (19 de desembre de 1825 - 27 d'agost de 1872 mort)
- Giuseppe Morteo, O.F.M.Cap. † (23 de desembre de 1872 - 21 de novembre de 1891 mort)
- Giovanni Battista Borachia † (11 de juliol de 1892 - 24 d'abril de 1924 mort)
- Giovanni Piccioni † (18 de desembre de 1924 - 1933 renuncià)
- Faustino Baldini † (8 d'agost de 1933 - 20 de maig de 1966 mort)
  - Sede vacante (1966-1970)[5]
- Lorenzo Vivaldo † (7 de setembre de 1970 - 14 de maig de 1978)

Alexandre Farnese (cardenal)

### Bisbes de Massa Marittima-Piombino
- Lorenzo Vivaldo † (14 de maig de 1978 - 13 de març de 1990 mort)
- Angelo Comastri (25 de juliol de 1990 - 3 de març de 1994 renuncià)
- Gualtiero Bassetti (9 de juliol de 1994 - 21 de novembre de 1998 nomenat bisbe d'Arezzo-Cortona-Sansepolcro)
- Giovanni Santucci (28 d'octubre de 1999 - 19 de maig de 2010 nomenat bisbe de Massa Carrara-Pontremoli)
- Carlo Ciattini, des del 15 de desembre de 2010

## Estadístiques
A finals del 2013, la diòcesi tenia 127.600 batejats sobre una població de 129.800 persones, equivalent 98,3% del total.
| any  | població | població | població | sacerdots | sacerdots | sacerdots | sacerdots | diaques | religiosos | religiosos | parroquies |
| ---- | -------- | -------- | -------- | --------- | --------- | --------- | --------- | ------- | ---------- | ---------- | ---------- |
| 1950 | 109.800  | 110.000  | 99,8     | 44        | 37        | 7         | 2.495     |         | 7          | 188        | 33         |
| 1970 | 132.300  | 132.500  | 99,8     | 65        | 52        | 13        | 2.035     | 0       | 15         | 171        | 45         |
| 1980 | 130.000  | 133.500  | 97,4     | 80        | 63        | 17        | 1.625     | 0       | 18         | 143        | 47         |
| 1990 | 129.800  | 136.400  | 95,2     | 71        | 56        | 15        | 1.828     | 0       | 15         | 101        | 54         |
| 1999 | 126.000  | 127.677  | 98,7     | 68        | 56        | 12        | 1.852     | 0       | 12         | 78         | 53         |
| 2000 | 126.000  | 127.677  | 98,7     | 69        | 57        | 12        | 1.826     | 0       | 12         | 76         | 53         |
| 2001 | 126.000  | 127.677  | 98,7     | 65        | 54        | 11        | 1.938     | 0       | 11         | 76         | 53         |
| 2002 | 126.000  | 127.677  | 98,7     | 64        | 55        | 9         | 1.968     | 1       | 10         | 70         | 53         |
| 2003 | 126.000  | 127.677  | 98,7     | 63        | 55        | 8         | 2.000     | 0       | 8          | 73         | 53         |
| 2004 | 126.000  | 127.677  | 98,7     | 62        | 52        | 10        | 2.032     | 0       | 10         | 75         | 53         |
| 2013 | 127.600  | 129.800  | 98,3     | 48        | 40        | 8         | 2.658     | 4       | 8          | 55         | 53         |